# Elecciones generales de Trinidad y Tobago de 2015
Las elecciones generales se celebraron en Trinidad y Tobago el 7 de septiembre de 2015. La fecha de las elecciones generales fue anunciada por la primera ministra Kamla Persad-Bissessar el 13 de junio de 2015. El resultado fue una victoria para el opositor Movimiento Nacional del Pueblo, que recibió el 52% de los votos y ganó 23 de los 41 escaños en la Cámara de Representantes. En consecuencia, Keith Rowley asumió como nuevo Primer Ministro.

## Resultados
| Partido | Partido                        | Votos   | %     | Escaños |
| ------- | ------------------------------ | ------- | ----- | ------- |
|         | Movimiento Nacional del Pueblo | 378.447 | 51,68 | 23      |
|         | Congreso Nacional Unido        | 290.066 | 39,61 | 17      |
|         | Congreso del Pueblo            | 43.991  | 6,01  | 1       |
|         | Otros                          | 19.826  | 2,70  | -       |
| Total   | Total                          | 732.330 |       | 41      |